# Δ-rendszer-lemma
A véges és végtelen Δ-rendszer-lemma fontos szerepet játszik a kombinatorikában illetve a kombinatorikus halmazelméletben.

## Δ-rendszer
Halmazok egy {\displaystyle \{A_{i}:i\in I\}} rendszerét Δ-rendszernek nevezzük, ha páronként azonos a metszetük: {\displaystyle A_{i}\cap A_{j}=S}.

## A véges Δ-rendszer-lemma
Van olyan f(k,n) ({\displaystyle k\geq 3,n\geq 2}) függvény, hogy a következő igaz: minden, legalább f(k,n) n elemű halmazból álló rendszernek van k halmazból álló Δ-részrendszere.
Erdős egyik kedvenc problémája volt f(k,n) nagyságrendjének meghatározása. Radóval igazolták a
becslést, a nyitott kérdés azonban, hogy van-e exponenciális felső korlát f(3,n)-re, azaz igaz-e {\displaystyle f(3,n)<c^{n}} alkalmas c-re. Joel Spencer 1977-ben a felső korlátot a {\displaystyle n!(1+o(1))^{n}} értékre javította. Ezt A. V. Kosztocska továbbjavította a
értékre.

## A végtelen Δ-rendszer-lemma

### Véges halmazok
Minden, véges halmazokból álló, megszámlálhatónál nagyobb halmazrendszer tartalmaz megszámlálhatónál nagyobb Δ-részrendszert.
Ezt az állítást többször is felfedezték: Nyikolaj A. Sanyin (1946), E. Szpilrajn-Marczewski (1947), M. Bockstein (1948), S. Mazur (1952).

### Végtelen halmazok
Ha {\displaystyle \kappa } végtelen számosság és adott {\displaystyle \kappa } számosságú halmazoknak egy {\displaystyle (2^{\kappa })^{+}} számosságú rendszere, akkor az tartalmaz egy {\displaystyle (2^{\kappa })^{+}} számosságú Δ-részrendszert (Erdős-Rado, 1960).